# Danienkalk
Danienkalk (tidligere kaldet danskekalk) er en flintholdig og stedvis meget fossilrig kalkstensformation, som er udbredt i et stort område fra Skåne, over det meste af Danmark, Slesvig og det meste af Holsten, samt under store dele af den centrale og nordlige del af Nordsøen. Formationen kan flere steder iagttages i blotninger, hvoraf de største og mest kendte er Stevns Klint og Fakse kalkbrud på Østsjælland og Limhamn kalkbrud ved Malmø i Sverige. Kalken er aflejret i Danien-alderen, et geologisk tidsrum, som er opkaldt efter Danmark, idet man hér har lag fra denne tid særligt rigt repræsenteret.
Studier af danienkalkens sammensætning og dannelse har beskæftiget danske og udenlandske geologer siden begyndelsen af 1800-tallet, og hér i det 21. århundrede gøres der stadig nye opdagelser.
Danienkalk er, i stil med skrivekridt, siden oldtiden i Danmark blevet udnyttet som råstof, først til fremstilling af flintredskaber, siden til bygningssten og kalkmørtel, og i nyere tid især til cementfremstilling og jordbrugskalk. I Nordsøen er danienkalken, ved siden af skrivekridtet, en vigtig reservoirbjergart for forekomster af olie og gas, som siden 1960-erne i både Danmark, Norge og Storbritannien har været genstand for en omfattende indvinding og offshore-industri.

## Stratigrafisk afgrænsning og inddeling
Danienkalken er den sidste af de omfattende kalkstensformationer, som blev dannet gennem en lang periode i Kridttiden, hvor et subtropisk hav, Kridthavet, dækkede et stort område fra Østengland over Nordsøen til det sydlige Skandinavien og ned i Mellemtyskland og Nordfrankrig. Af denne grund regnedes Danien-etagen frem til begyndelsen af 1960-erne som hørende til Kridt, idet man dog allerede flere årtier tidligere overvejede at flytte den op i Tertiær-systemet. I dag henregnes etagen til Palæogen-systemet (den nedre del af det som tidligere betegnedes Tertiær), idet der på grænsen mellem danienkalken og den underliggende Skrivekridt er en dramatisk ændring af fossilerne, hvor mange livsformer, bl.a. dinosaurerne, uddøde, mens nye kom til. Dette skift er sat i forbindelse med et kæmpemæssigt meteornedslag for 65,5 millioner år siden, formentlig ved byen Chicxulub på Yucatan-halvøen i Mexico, og hvis spor, i form af et øget indhold af grundstoffet iridium, kan ses mange steder over hele kloden, bl.a. i det såkaldte Fiskeler, som i Stevns Klint adskiller skrivekridt og danienkalk.
Ved slutningen af Danien begyndte der i det danske område at aflejres ler, og danienkalken er derfor overlejret af lerede og sandede, kalkholdige aflejringer fra Lellinge Grønsand Formationen, som tilhører Selandien-etagen (opkaldt efter Sjælland). På grænsen ses i hovedstadsområdet et meget karakteristisk, stærkt hærdnet, tyndt lag af konglomeratisk kalksten, rig på fossilrester og med en grønlig farve pga. mineralet glaukonit, det såkaldte grønsandskonglomerat (tidligere kaldet gruskalk).
Både danienkalkens nedre og øvre grænse er altså markeret ved ændringer i sedimentets beskaffenhed, som skyldes, at aflejringsforholdene ændrede sig både ved begyndelsen og slutningen af Danien-alderen. Dette gælder derimod ikke internt i Danien-etagens kalklag, hvor ændringer i aflejringsforholdene sjældent fandt sted på samme tid overalt i aflejringsområdet med danienkalk. Disse aflejringer er derfor oftest diakrone, dvs. aflejret til forskellig tid i forskellige områder.
Meteornedslaget og den deraf følgende voldsomme økologiske katastrofe ved begyndelsen af Danien bevirkede, at der i løbet af Danien skete en omfattende og hurtig udvikling af nye dyrearter. Dette har muliggjort en ganske detaljeret biostratigrafisk inddeling af danienkalken, altså en inddeling baseret på fossiler. Tidligere brugtes inddelinger ud fra makrofossiler, altså større dyr, bl.a. ud fra piggenes form på søpindsvinet Tylocidaris, men i dag bruges inddelinger baseret på nanofossiler, især kokkoliter.

## Dannelse
I det varme, næringsrige havvand levede en vrimmel af dyr, fx bryozoer, koraller, søpindsvin, søliljer, brachiopoder, muslinger og snegle, foruden kiselsvampe og større dyr som hajer, hvis tænder forekommer almindeligt som fossiler i kalken. Fossiler af andre større dyr er sjældne, dog er der i København fundet rester af skildpadde og i Skåne en krokodille og en fugl. Mest talrige var dog encellede kalk- eller kiselskallede alger, som optræder som finkornet kalkslam i kalklagene. Det underliggende skrivekridt er aflejret på så dybt vand, at det helt domineres af kalkslam. Ved overgangen til Danien faldt det globale havspejl dramatisk, og danienkalken er derfor aflejret på forholdsvis lavt vand tættere på kysten, hvor de større dyr optrådte mere talrigt på havbunden, så de nu optræder som fossiler i kalken.

## Kalktyper
Danienkalken adskiller sig fra skrivekridtet ved normalt at være meget mere grovkornet og indeholde mere flint. Kalken forekommer i en række forskellige udformninger eller typer, som er betinget af aflejringsforholdene, bl.a. vanddybde og havstrømme, afstand til kysten og stratigrafisk niveau. Disse forhold gør, at de forskellige kalktyper ikke ligger oven på hinanden i lag af ensartet tykkelse over hele aflejringsområdet, som i en lagkage, men veksler i tykkelse og alder fra landsdel til landsdel. Danienkalken i det østlige Danmark og Skåne er domineret af bryozokalk, mens man i det vestlige Danmark finder en nedre og en øvre bryozokalk, adskilt af slamkalk. Kalksandskalk findes altid øverst i lagserien, men kun i den nordlige og østlige del af landet, i et bælte langs med den fennoskandiske randzone (Sorgenfrei-Tornquistzonen). Koralkalk findes kun enkelte steder. Flint forekommer almindeligt i alle kalktyperne, især i slamkalk og kalksandskalk, hvor den kan udgøre henved en tredjedel af den samlede tykkelse.
I modsætning til skrivekridt, som oftest er så svagt hærdnet, at klumper kan brækkes itu med fingrene, veksler danienkalkens hærdningsgrad ganske meget, og ofte inden for små afstande, fra helt uhærdnet kalk, som kan formes med fingrene, til stærkt hærdnet kalksten, som kun vanskeligt kan knuses med en hammer. Denne store variation i hærdningsgrad giver ofte anledning til hovedbrud og problemer ved anlægsarbejder i kalklagene.

### Bryozokalk
Den på afstand mest spektakulære kalktype er bryozokalken (tidligere kaldet limsten), som er helt domineret af bryozo-fossiler: skorpeformede, busklignende eller stænglede rester af de små, kolonidannende bryozo-organismer (på dansk mosdyr), som, lidt i stil med koraller, opbygger revlignende, hvælvede banker med regelmæssigt forekommende flintlag, der fremhæver bankestrukturen. Bankerne er normalt asymmetriske, med stejlere sydflanker og fladere nordflanker, et forhold som er sat i forbindelse med havstrømmenes tilførsel af næringsstoffer. Der tegner sig dog ikke noget entydigt billede af sammenhængen mellem havstrømme, flankehældning og fordelingen af forskellige bryozoarter og finstof henover en banke, og emnet har gennem lang tid været genstand for diskussion.

### Slamkalk
Denne kalktype, som tidligere kaldes blegekridt eller kokkolitkalk, er normalt så finkornet og lys i farven, at den ofte kan være svær at skelne fra den underliggende skrivekridt, og af og til er det kun på fossilindholdet, at den viser sig som hørende til Danien. Pga. det store indhold af finstof, eller kalkslam, er den ofte kun svagt hærdnet eller helt uhærdnet, og kan i sidstnævnte tilfælde ses omtalt som tandpastakalk.

### Kalksandskalk
Denne ret sandede type udgør den øverste del af danienkalken i det nordlige og østlige Danmark, samt Skåne. Den er mest kendt fra hovedstadsområdet, hvor den henregnes til den såkaldte København Kalk Formation, som er inddelt i tre under-enheder. Den adskiller sig her fra den underliggende bryozokalk ved at være lidt mørkere, stedvis svagt olivengrå eller gullig, pga. et højere lerindhold. Den har ikke bryozokalkens hvælvede bankestrukturer, men viser - i de sjældne tilfælde hvor den er blottet i udgravninger - en tydelig vandret bænkning, ofte markeret af horisonter med lag eller noduler af grå eller mørkgrå flint. Bryozoer er sjældne, men stærkt sandede horisonter rig på bryozostumper forekommer af og til, hvilket er tolket som tegn på, at vanddybden har været så lav, at havbunden har kunnet udsættes for erosive episoder, fx storme.
Den såkaldte saltholmskalk er et stærkt hærdnet, ofte metertykt kalklag med dråbeformede, sorte flintlegemer, som forekommer allerøverst i kalksandskalken på Saltholm, foruden mange steder i København og på Grenåegnen.

### Koralkalk
Denne den sjældneste af kalktyperne er især kendt fra Fakse kalkbrud, som er anlagt i en banke i landskabet, som rummer et koralrev, der måler ca. 1 x 0,5 km og er over 40 m tyk. Desuden kendes koralkalk fra boringer ved Næstved og Herlufsholm, foruden som mindre legemer i bryozokalken i Limhamn kalkbrud og ved udgravninger på bunden af Øresund. Koralkalk er en ret porøs kalksten, som overvejende består af koral-stængler eller -stokke, især fra de to koralarter Dendrophyllia candelabrum og Faksephyllia faxensis. Også andre koralarter findes, foruden rester af en righoldig fauna af fisk, nautiler, krabber, muslinger, snegle og brachiopoder. Søstjerner, søliljer og søpindsvin forekommer dog sjældnere end i fx bryozokalk. Der kendes fra Fakse kalkbrud flere hundrede forskellige arter.

### Flint
En del af de mikroskopiske, encellede organismer, hvis efterladte skaller opbygger kalkstenen, består af bl.a. radiolarier og diatomeer, hvis skaller er opbygget af kisel, eller silica. Det samme gælder for de flercellede kiselsvampe. Kiselskaller er kun kemisk stabile under sure forhold, og da kalksediment er basisk, vil kiselskallerne hurtigt blive opløst af det basiske porevand. Den opløste kisel vil nu typisk udfælde som små kugler af mineralet cristobalit, såkaldt opal-CT. Senere, når kuglerne er blevet begravet på større dybde pga. nye aflejringer af kalksediment, vil de omdannes til mikrokrystallin kvarts, og på endnu større dybde vil disse små krystaller kunne omkrystallisere sig i horisonter, som i kalkstenen fremstår som noduler eller lag af den velkendte grå eller sorte flint.

## Blotninger
Danienkalk kan ses mange steder i blotninger, hvoraf langt de fleste er danske:

### Skåne
Limhamn kalkbrud

### Sjælland
Stevns Klint, samt koldkrigsfæstningen Stevnsfortet (bryozokalk)
Fakse kalkbrud (koralkalk og bryozokalk)
Hove Kalkgrav (kalksandskalk)
Køge å mellem Lellinge og Vemmedrup (bryozokalk)
Karlstrup kalkbrud (bryozokalk)
Saltholm (kalksandskalk)

### Fyn
Klintholm kalkgrav

### Jylland
Karlby klint (bryozokalk)
Sangstrup klint (bryozokalk)
Svejstrup mergelgrav (med Danien/Selandien-grænsen)
Dania kalkgrav ved Mariager (med Kridt/Danien-grænsen)
Thingbæk kalkmine
Mønsted kalkmine (bryozokalk)
Vokslev
Nye Kløv (med Kridt/Danien-grænsen)
Bulbjerg, med den nu nedstyrtede Skarreklit (bryozokalk)
Klim Bjerg
Hanstholm
Hillerslev kalkbrud
Nors kalkbrud
Legind kalkbrud

### København
Danienkalken er ikke blottet nogen steder i hovedstadsområdet, men træffes for det meste i en dybde af mellem 10 og 20 m, i Hvidovre, Vigerslevparken og i og omkring Vallensbæk sø dog allerede i 1-2 m dybde. Kalken blotlægges ofte ved større anlægsarbejder, af fx metrolinier, overløbsbassiner og dybe kældre, og kan så beses i korte tidsrum.

## Anvendelse
Igennem Stenalderen, Bronzealderen og helt til begyndelsen af Jernalderen brugte man i det danske område flintknolde til fremstilling af flintøkser, knive, skrabere og lignende redskaber. Man opnåede efterhånden en sådan færdighed i hugning af flintredskaber, at disse blev efterspurgt også uden for det danske område.
Som det stadig kan ses i Stevns klint, savede man hér tidligere danienkalk ud i store blokke, der er anvendt som bygningssten mange steder på Sjælland, bl.a. så tidligt som i 1100-tallet, da biskop Absalon benyttede sådanne sten, da han byggede sin borg i København. Hovedstadens forsyning af kalk foregik fra engang i 1200-tallet fra kalkgrave på Saltholm, op mod nyere tid desuden fra grave i Københavns sydhavn.
I Fakse kalkbrud begyndte man midt i 1600-tallet at udvinde koralkalk, som stadig brydes i dag, og bruges til brændt kalk, kalk til teknisk brug, samt jordbrugs- og foderkalk. Tidligere brød man her også den såkaldte faxe-marmor, som anvendtes til bygningssten og til facadebeklædning.
I et strøg fra Djursland over Himmerland til Thy fandtes frem til midten af det 20. århundrede snesevis af kalkbrud, idet kalken hér mange steder kun er dækket af et tyndt lag istidsaflejringer. I dag brydes danienkalken kun få steder i området, men kalken kan stadig ses i mange af de gamle grave.